# Adoretus gymnotopus
Adoretus gymnotopus är en skalbaggsart som beskrevs av Ohaus 1914. Adoretus gymnotopus ingår i släktet Adoretus och familjen Rutelidae. Inga underarter finns listade i Catalogue of Life.